# Charles Clark
Charles Clark, född 1810 i Cincinnati, Ohio, död 18 december 1877 i Bolivar County, Mississippi, var en amerikansk  politiker och militär. Han tjänstgjorde som brigadgeneral i Amerikas konfedererade staters armé. Han var Mississippis guvernör 1863–1865. Före amerikanska inbördeskriget var Clark whig och som guvernör demokrat.
Clark tjänstgjorde som överste i mexikansk–amerikanska kriget och flyttade sedan till Bolivar County i Mississippi. Som whig representerade han Bolivar County i Mississippis representanthus 1856–1861. Som brigadgeneral i inbördeskriget deltog han i flera slag, sårades, tillfångatogs av nordstaternas trupper och frigavs av dem.
Clark efterträdde 1863 John J. Pettus som Mississippis guvernör och efterträddes 1865 av William L. Sharkey.
Clark avled 1877 och gravsattes i Bolivar County.